# The Effects of Cross and Self Fertilisation in the Vegetable Kingdom
The Effects of Cross and Self Fertilisation in the Vegetable Kingdom é um livro sobre evolução em plantas escrito por Charles Darwin, publicado pela primeira vez em 1876. Neste livro, Darwin examina os efeitos da fecundação cruzada e autofecundada das plantas e fornece evidências experimentais para uma hipótese afirmada em seu famoso livro de 1859, Origem das Espécies, de que "... em nenhuma [ou seja, planta] [...] a autofecundação pode continuar para a perpetuidade" (Origem, p. 101). Ele relata experimentos realizados em mais de 60 espécies diferentes de plantas, onde usou polinizações controladas para produzir descendentes autofertilizados e fertilizados cruzados. Através de experimentos de crescimento dessa progênie, ele concluiu que a progênie autofecundada teve um desempenho pior na maioria das espécies e para a maioria das características medidas. Assim, ele mostrou que a endogamia pode ter efeitos prejudiciais severos sobre a progênie. Embora essa ideia tenha sido aceita por muitos, por exemplo, criadores de plantas e animais, o livro de Darwin forneceu um apoio experimental esmagador para essa ideia. Este livro permaneceu como ponto de partida para o estudo da endogamia e é citado em artigos científicos nesse sentido até hoje.